# Ohrsbergturm
Der Ohrsbergturm ist ein 17,5 Meter hoher Aussichtsturm auf dem Ohrsberg, einer 237 Meter hohen Erhebung bei Eberbach im Odenwald. Vom Ohrsbergturm bietet sich ein Blick über das Neckartal um Eberbach.

## Geschichte
Der Turm wurde 1970 errichtet. Ausgrabungen zeigen allerdings, dass es schon vorher einen Turm auf dem Ohrsberg gab, vermutlich als Teil einer Befestigungsanlage.

## Rundfunksender
Vor der Umstellung auf DVB-T diente der Ohrsbergturm auch als Sendestandort für analoges Fernsehen:
| Kanal | Frequenz (MHz) | Programm        | ERP (kW) | Sendediagramm rund (ND)/ gerichtet (D) | Polarisation horizontal (H)/ vertikal (V) |
| ----- | -------------- | --------------- | -------- | -------------------------------------- | ----------------------------------------- |
| 12    | 224,25         | Das Erste (SWR) | 0,001    | ND                                     | V                                         |